# Torneo Clausura 2023 Femenino (Guatemala)
El Torneo Clausura 2023 fue el torneo corto número 30 del fútbol femenino guatemalteco, dando finalización a la temporada 2022−23 de la Liga Nacional de Fútbol Femenino de Guatemala.
El equipo ganador de este torneo se clasificará a la Copa Campeón de Campeones, en busca de clasificar a la Copa Interclubes de la UNCAF.
Desde esta edición, los descensos se producirán de manera anual, en contraparte con el antiguo formato de ascensos semestrales.

## Sistema de competición
El torneo se divide en dos partes:
- Fase de clasificación
- Fase final

### Fase de clasificación
Los 12 equipos jugarán una ronda clasificatoria de todos contra todos a una sola vuelta entre sí, terminando en 11 fechas totales de 6 partidos cada una para los grupos, Se utiliza un sistema de puntos, que se presenta así:
- Por victoria, se obtendrán 3 puntos.
- Por empate, se obtendrá 1 punto.
- Por derrota no se obtendrán puntos.

Al finalizar las 11 jornadas totales, la tabla se ordenará con base en los clubes que hayan obtenido la mayoría de puntos, en caso de empates, se toman los siguientes criterios:
1. Puntos
2. Puntos obtenidos entre los equipos empatados
3. Diferencial de goles
4. Goles anotados
5. Goles anotados en condición visitante.

### Fase final
Al final de la fase de clasificación, ocho equipos pasarán a la siguiente ronda según una tabla acumulada
Una vez determinados los clasificados, se recurrirá a la tabla general para realizar los enfrentamientos, de la siguiente forma:
1° vs 8°
4° vs 5°
3° vs 6°
2° vs 7°
Los clubes vencedores en los partidos de cuartos de final y semifinales serán aquellos que en los dos juegos anoten el mayor número de goles. De existir empate en el número de goles anotados, la posición se definirá a favor del club con mayor cantidad de goles a favor cuando actúe como visitante.
Si una vez aplicado el criterio anterior los clubes siguieran empatados, se observará la posición de los clubes en la tabla general de clasificación.
Los ganadores de las semifinales se enfrentarán en la Gran Final, disputándose a ida y vuelta, el mejor clasificado entre los finalistas jugará el último partido en su estadio.

### Ascensos y descensos
Tras la finalización de la fase de clasificación del torneo clausura, los 2 equipos con peor puntuación en 22 fechas de Liga Mayor descenderán a la Categoría de Ascenso

## Equipos participantes

### Cambios en los equipos
- Deportivo Xela pasó a ser propiedad de Xelajú MC, pasando a ser la sección femenil de dicho club, cambiando su nombre.[1]

### Información de los participantes
| Equipo           | Ciudad              | Estadio                   | Capacidad |
| ---------------- | ------------------- | ------------------------- | --------- |
| Amatitlán        | Amatitlán           | Guillermo Slowing         | 5 000     |
| Antigua GFCF     | Antigua Guatemala   | Pensativo                 | 10 000    |
| Cobaneras        | Cobán               | INJAV                     | n/d       |
| Concepción FNX   | Nueva Santa Rosa    | Pedro Arredondo           | 1 000     |
| Cremas Femenino  | Ciudad de Guatemala | Guillermo Slowing         | 5 000     |
| Marquense        | San Marcos          | Marquesa de la Ensenada   | 10 000    |
| Deportivo Mixco  | Mixco               | Santo Doming de Guzmán    | 2 000     |
| Municipal        | Ciudad de Guatemala | El Trébol                 | 7 500     |
| Suchitepéquez    | Mazatenango         | Carlos Salazar Hijo       | 10 000    |
| Unifut           | Ciudad de Guatemala | Estadio Cementos Progreso | 17 000    |
| Xelajú MC        | Quetzaltenango      | Mario Camposeco           | 15 000    |
| Xinabajul−Huehue | Huehuetenango       | Los Cuchumatanes          | 5 000     |

## Fase de clasificación
En negrita los equipos clasificados a fase final.

### Tabla general
| Pos. | Equipos          | PJ | PG | PE | PP | GF | GC | Dif. | PTS | Clasificación |
| ---- | ---------------- | -- | -- | -- | -- | -- | -- | ---- | --- | ------------- |
| 1    | Unifut           | 11 | 9  | 2  | 0  | 32 | 6  | +26  | 29  | Fase final    |
| 2    | Municipal        | 11 | 8  | 2  | 1  | 30 | 4  | +26  | 26  | Fase final    |
| 3    | Xinabajul−Huehue | 11 | 8  | 0  | 3  | 38 | 7  | +31  | 24  | Fase final    |
| 4    | Amatitlán        | 11 | 6  | 1  | 4  | 21 | 16 | +5   | 19  | Fase final    |
| 5    | Xelajú MC        | 11 | 4  | 4  | 3  | 28 | 12 | +16  | 16  | Fase final    |
| 6    | Marquense        | 11 | 5  | 1  | 5  | 20 | 18 | +2   | 16  | Fase final    |
| 7    | Cobaneras        | 11 | 4  | 3  | 4  | 22 | 14 | +8   | 15  | Fase final    |
| 8    | Suchitepéquez    | 11 | 3  | 3  | 5  | 9  | 13 | −4   | 12  | Fase final    |
| 9    | Antigua GFCF     | 11 | 3  | 2  | 6  | 16 | 24 | −8   | 11  |               |
| 10   | Cremas Femenino  | 11 | 3  | 1  | 7  | 24 | 17 | +7   | 10  |               |
| 11   | Concepción FNX   | 11 | 3  | 1  | 7  | 17 | 27 | −10  | 10  |               |
| 12   | Deportivo Mixco  | 11 | 0  | 0  | 11 | 0  | 99 | −99  | 0   |               |

### Evolución de la clasificación
| Equipo / Fecha   | 1  | 2  | 3  | 4  | 5      | 6      | 7  | 8  | 9      | 10     | 11 |
| ---------------- | -- | -- | -- | -- | ------ | ------ | -- | -- | ------ | ------ | -- |
| Amatitlán        | 8  | 7  | 10 | 7  | 9      | 5      | 3  | 5  | 4      | 6      | 4  |
| Antigua GFCF     | 2  | 2  | 2  | 5  | 8(−1)  | 9(−1)  | 9  | 10 | 10(−1) | 11(−2) | 9  |
| Cobaneras        | 7  | 3  | 4  | 8  | 5      | 8      | 7  | 7  | 7(−1)  | 7(−1)  | 7  |
| Concepción FNX   | 3  | 6  | 9  | 10 | 10     | 10     | 11 | 11 | 11     | 9      | 11 |
| Cremas Femenino  | 10 | 11 | 11 | 11 | 11(−1) | 11(−1) | 10 | 9  | 9      | 10     | 10 |
| Marquense        | 1  | 5  | 8  | 9  | 2      | 6      | 6  | 6  | 6      | 5      | 6  |
| Deportivo Mixco  | 12 | 12 | 12 | 12 | 12     | 12     | 12 | 12 | 12     | 12     | 12 |
| Municipal        | 5  | 4  | 6  | 4  | 6      | 3      | 2  | 2  | 2      | 2      | 2  |
| Suchitepéquez    | 11 | 9  | 7  | 6  | 7      | 4      | 8  | 8  | 8      | 8(−1)  | 8  |
| Unifut           | 4  | 1  | 1  | 1  | 1      | 1      | 1  | 1  | 1      | 1      | 1  |
| Xelajú MC        | 6  | 10 | 5  | 3  | 4      | 7      | 4  | 3  | 5      | 4      | 5  |
| Xinabajul−Huehue | 9  | 8  | 3  | 2  | 3      | 2      | 5  | 4  | 3      | 3      | 3  |

### Resumen de resultados
| Equipo / Fecha   | 1   | 2   | 3   | 4    | 5    | 6   | 7   | 8    | 9    | 10  | 11   |
| ---------------- | --- | --- | --- | ---- | ---- | --- | --- | ---- | ---- | --- | ---- |
| Amatitlán        | UNI | MAR | XEL | COB  | SUC  | CRE | MIX | MUN  | CON  | XIN | ANT  |
| Amatitlán        | 0−2 | 3−2 | 0−4 | 3−2  | 1−1  | 1−0 | 4−0 | 0−2  | 7−0  | 0−4 | 2−0  |
| Antigua GFCF     | MIX | MUN | CON | XIN  | CRE  | UNI | MAR | XEL  | COB  | SUC | AMA  |
| Antigua GFCF     | 4−0 | 0−0 | 3−0 | 1−6  | 1−2  | 5−1 | 1−3 | 0−3  | 0−2  | 3−1 | 0−2  |
| Cobaneras        | XEL | CRE | SUC | AMA  | MIX  | MUN | CON | XIN  | ANT  | UNI | MAR  |
| Cobaneras        | 0−0 | 2−0 | 0−0 | 2−3  | 11−0 | 0−4 | 4−1 | 0−2  | 2−0  | 0−2 | 1−0  |
| Concepción FNX   | CRE | XIN | ANT | UNI  | MAR  | XEL | COB | SUC  | AMA  | MIX | MUN  |
| Concepción FNX   | 2−0 | 0−1 | 0−3 | 1−2  | 0−3  | 2−2 | 1−4 | 1−0  | 0−7  | 9−0 | 1−5  |
| Cremas Femenino  | CON | COB | XIN | SUC  | ANT  | AMA | UNI | MIX  | MAR  | MUN | XEL  |
| Cremas Femenino  | 0−2 | 0−2 | 0−1 | 2−3  | 2−1  | 0−1 | 1−1 | 15−0 | 1−2  | 0−2 | 3−2  |
| Marquense        | SUC | AMA | MIX | MUN  | CON  | XIN | ANT | UNI  | CRE  | XEL | COB  |
| Marquense        | 4−0 | 2−3 | 3−0 | 0−3  | 3−0  | 1−4 | 3−1 | 1−4  | 2−1  | 1−1 | 0−1  |
| Deportivo Mixco  | ANT | UNI | MAR | XEL  | COB  | SUC | AMA | CRE  | MUN  | CON | XIN  |
| Deportivo Mixco  | 0−4 | 0−9 | 0−3 | 0−13 | 0−11 | 0−3 | 0−4 | 0−15 | 0−10 | 0−9 | 0−17 |
| Municipal        | XIN | ANT | UNI | MAR  | XEL  | COB | SUC | AMA  | MIX  | CRE | CON  |
| Municipal        | 1−0 | 0−0 | 1−2 | 3−0  | 1−1  | 4−0 | 1−0 | 2−0  | 10−0 | 2−0 | 5−1  |
| Suchitepéquez    | MAR | XEL | COB | CRE  | AMA  | MIX | MUN | CON  | XIN  | ANT | UNI  |
| Suchitepéquez    | 0−4 | 1−0 | 0−0 | 3−2  | 1−1  | 3−0 | 0−1 | 0−1  | 0−1  | 1−3 | 0−0  |
| UNIFUT           | AMA | MIX | MUN | CON  | XIN  | ANT | CRE | MAR  | XEL  | COB | SUC  |
| UNIFUT           | 1−0 | 9−0 | 2−1 | 2−1  | 2−1  | 5−1 | 1−1 | 4−1  | 3−0  | 2−0 | 0−0  |
| Xelajú MC        | COB | SUC | AMA | MIX  | MUN  | CON | XIN | ANT  | UNI  | MAR | CRE  |
| Xelajú MC        | 0−0 | 0−1 | 4−0 | 13−0 | 1−1  | 2−2 | 2−1 | 3−0  | 0−3  | 1−1 | 2−3  |
| Xinabajul−Huehue | MUN | CON | CRE | ANT  | UNI  | MAR | XEL | COB  | SUC  | AMA | MIX  |
| Xinabajul−Huehue | 0−1 | 1−0 | 1−0 | 6−1  | 1−2  | 4−1 | 1−2 | 2−0  | 1−0  | 4−0 | 17−0 |

## Resultados
| Fecha 1                   | Fecha 1   | Fecha 1         | Fecha 1                   | Fecha 1       | Fecha 1 |
| Local                     | Resultado | Visitante       | Estadio                   | Fecha         | Hora    |
| ------------------------- | --------- | --------------- | ------------------------- | ------------- | ------- |
| UNIFUT                    | 1−0       | Amatitlán       | Guillermo Slowing         | 11 de febrero | 15:15   |
| Xinabajul−Huehue          | 0−1       | Municipal       | Los Cuchumatanes          | 11 de febrero | 18:00   |
| Concepción                | 2−0       | Cremas Femenino | Pedro García Arredondo    | 12 de febrero | 11:00   |
| Antigua GFCF              | 4−0       | Deportivo Mixco | Cementos Progreso (c. a.) | 12 de febrero | 14:00   |
| Xelajú MC                 | 0−0       | Cobaneras       | Mario Camposeco           | 12 de febrero | 14:00   |
| Marquense                 | 4−0       | Suchitepéquez   | Marquesa de la Ensenada   | 12 de febrero | 15:00   |
| Goles: 12 (2 por partido) |           |                 |                           |               |         |

| Fecha 2                   | Fecha 2   | Fecha 2          | Fecha 2                   | Fecha 2       | Fecha 2 |
| Local                     | Resultado | Visitante        | Estadio                   | Fecha         | Hora    |
| ------------------------- | --------- | ---------------- | ------------------------- | ------------- | ------- |
| Cremas Femenino           | 0−2       | Cobaneras        | Cementos Progreso (c. a.) | 18 de febrero | 15:00   |
| Amatitlán                 | 3−2       | Marquense        | Guillermo Slowing         | 18 de febrero | 15:00   |
| Concepción                | 0−1       | Xinabajul−Huehue | Pedro García              | 19 de febrero | 11:00   |
| Suchitepéquez             | 1−0       | Xelajú MC        | La Bombonera              | 19 de febrero | 11:00   |
| Deportivo Mixco           | 0−9       | UNIFUT           | Santo Domingo de Guzmán   | 19 de febrero | 11:00   |
| Municipal                 | 0−0       | Antigua GFCF     | El Trébol                 | 19 de febrero | 11:00   |
| Goles: 18 (3 por partido) |           |                  |                           |               |         |

| Fecha 3                      | Fecha 3   | Fecha 3         | Fecha 3                 | Fecha 3       | Fecha 3 |
| Local                        | Resultado | Visitante       | Estadio                 | Fecha         | Hora    |
| ---------------------------- | --------- | --------------- | ----------------------- | ------------- | ------- |
| Xinabajul−Huehue             | 1−0       | Cremas Femenino | Los Cuchumatanes        | 25 de febrero | 18:00   |
| Antigua GFCF                 | 3−0       | Concepción      | Pensativo               | 26 de febrero | 10:00   |
| UNIFUT                       | 2−1       | Municipal       | El Trébol               | 26 de febrero | 11:00   |
| Marquense                    | −         | Deportivo Mixco | Marquesa de la Ensenada | 26 de febrero | 10:00   |
| Xelajú MC                    | 4−0       | Amatitlán       | Mario Camposeco         | 26 de febrero | 14:30   |
| Cobaneras                    | 0−0       | Suchitepéquez   | INJAV                   | 26 de febrero | 11:00   |
| Goles: 11 (1.83 por partido) |           |                 |                         |               |         |

| Fecha 4                   | Fecha 4   | Fecha 4       | Fecha 4                   | Fecha 4    | Fecha 4 |
| Local                     | Resultado | Visitante     | Estadio                   | Fecha      | Hora    |
| ------------------------- | --------- | ------------- | ------------------------- | ---------- | ------- |
| Cremas Femenino           | 2−3       | Suchitepéquez | Cementos Progreso (c. a.) | 4 de marzo | 16:00   |
| Xinabajul−Huehue          | 6−1       | Antigua GFCF  | Los Cuchumatanes          | 4 de marzo | 18:00   |
| Deportivo Mixco           | 0−13      | Xelajú MC     | Santo Domingo de Guzmán   | 5 de marzo | 11:00   |
| Municipal                 | 3−0       | Marquense     | El Trébol                 | 5 de marzo | 11:00   |
| Concepción                | 1−2       | UNIFUT        | Pedro García Arredondo    | 5 de marzo | 11:00   |
| Amatitlán                 | 3−2       | Cobaneras     | Guillermo Slowing         | 5 de marzo | 14:30   |
| Goles: 36 (6 por partido) |           |               |                           |            |         |

| Fecha 5                   | Fecha 5   | Fecha 5          | Fecha 5                | Fecha 5     | Fecha 5 |
| Local                     | Resultado | Visitante        | Estadio                | Fecha       | Hora    |
| ------------------------- | --------- | ---------------- | ---------------------- | ----------- | ------- |
| Marquense                 | 3−0       | Concepción       | Marquesa de la Ensedad | 12 de marzo | 10:00   |
| UNIFUT                    | 2−1       | Xinabajul−Huehue | Greenfield             | 12 de marzo | 11:00   |
| Cobaneras                 | 11−0      | Deportivo Mixco  | INJAV                  | 12 de marzo | 11:00   |
| Suchitepéquez             | 1−1       | Amatitlán        | La Bombonera           | 12 de marzo | 13:00   |
| Xelajú MC                 | 1−1       | Municipal        | Mario Camposeco        | 12 de marzo | 14:30   |
| Antigua GFCF              | 1−2       | Cremas Femenino  | Pensativo              | 22 de marzo | −−:−−   |
| Goles: 24 (4 por partido) |           |                  |                        |             |         |

| Fecha 6                      | Fecha 6   | Fecha 6       | Fecha 6                   | Fecha 6       | Fecha 6       |
| Local                        | Resultado | Visitante     | Estadio                   | Fecha         | Hora          |
| ---------------------------- | --------- | ------------- | ------------------------- | ------------- | ------------- |
| Cremas Femenino              | 0−1       | Amatitlán     | Cementos Progreso (c. a.) | 18 de marzo   | 16:15         |
| Deportivo Mixco              | 0−3       | Suchitepéquez | Santo Domingo de Guzmán   | Desprogramado | Desprogramado |
| Antigua GFCF                 | 1−5       | UNIFUT        | Pensativo                 | 19 de marzo   | 10:00         |
| Municipal                    | 4−0       | Cobaneras     | El Trébol                 | 19 de marzo   | 11:00         |
| Concepción                   | 2−2       | Xelajú MC     | Pedro García Arredondo    | 19 de marzo   | 11:00         |
| Xinabajul−Huehue             | 4−1       | Marquense     | Los Cuchumatanes          | 19 de marzo   | 15:00         |
| Goles: 23 (3.83 por partido) |           |               |                           |               |               |

| Fecha 7                      | Fecha 7   | Fecha 7          | Fecha 7                 | Fecha 7     | Fecha 7 |
| Local                        | Resultado | Visitante        | Estadio                 | Fecha       | Hora    |
| ---------------------------- | --------- | ---------------- | ----------------------- | ----------- | ------- |
| Marquense                    | 1−3       | Antigua GFCF     | Marquesa de la Ensenada | 25 de marzo | 15:00   |
| Amatitlán                    | 4−0       | Deportivo Mixco  | Guillermo Slowing       | 25 de marzo | 18:00   |
| UNIFUT                       | 1−1       | Cremas Femenino  | Por definir             | 26 de marzo | 11:00   |
| Xelajú MC                    | 2−1       | Xinabajul−Huehue | Mario Camposeco         | 26 de marzo | 11:00   |
| Cobaneras                    | 4−1       | Concepción       | INJAV                   | 26 de marzo | 11:00   |
| Suchitepéquez                | 0−1       | Municipal        | Carlos Salazar Hijo     | 26 de marzo | 11:00   |
| Goles: 19 (3.17 por partido) |           |                  |                         |             |         |

| Fecha 8                      | Fecha 8   | Fecha 8         | Fecha 8                   | Fecha 8    | Fecha 8 |
| Local                        | Resultado | Visitante       | Estadio                   | Fecha      | Hora    |
| ---------------------------- | --------- | --------------- | ------------------------- | ---------- | ------- |
| Antigua GFCF                 | 0−3       | Xelajú MC       | Pensativo                 | 1 de abril | 15:00   |
| Cremas Femenino              | 15−0      | Deportivo Mixco | Cementos Progreso (c. a.) | 1 de abril | 16:15   |
| Xinabajul                    | 2−0       | Cobaneras       | Los Cuchumatanes          | 1 de abril | 17:30   |
| Concepción                   | 1−0       | Suchitepéquez   | Pedro García Arredondo    | 2 de abril | 10:00   |
| Municipal                    | 2−0       | Amatitlán       | El Trébol                 | 2 de abril | 11:00   |
| UNIFUT                       | 4−1       | Marquense       | Greenfield                | 2 de abril | 11:00   |
| Goles: 28 (4.67 por partido) |           |                 |                           |            |         |

| Fecha 9                      | Fecha 9   | Fecha 9          | Fecha 9                 | Fecha 9     | Fecha 9 |
| Local                        | Resultado | Visitante        | Estadio                 | Fecha       | Hora    |
| ---------------------------- | --------- | ---------------- | ----------------------- | ----------- | ------- |
| Marquense                    | 2−1       | Cremas Femenino  | Marquesa de la Ensenada | 15 de abril | 15:00   |
| Deportivo Mixco              | 0−10      | Municipal        | Santo Domingo de Guzmán | 15 de abril | 16:00   |
| Xelajú MC                    | 0−3       | UNIFUT           | Mario Camposeco         | 16 de abril | 11:00   |
| Suchitepéquez                | 0−1       | Xinabajul−Huehue | La Bombonera            | 16 de abril | 11:00   |
| Amatitlán                    | 7−0       | Concepción       | Guillermo Slowing       | 16 de abril | 15:00   |
| Cobaneras                    | 2−0       | Antigua GFCF     | INJAV                   | 26 de abril | 15:00   |
| Goles: 26 (4.33 por partido) |           |                  |                         |             |         |

| Fecha 10                     | Fecha 10  | Fecha 10        | Fecha 10                  | Fecha 10    | Fecha 10 |
| Local                        | Resultado | Visitante       | Estadio                   | Fecha       | Hora     |
| ---------------------------- | --------- | --------------- | ------------------------- | ----------- | -------- |
| Cremas Femenino              | 0−2       | Municipal       | Cementos Progreso (c. a.) | 22 de abril | 17:00    |
| Xinabajul−Huehue             | 4−0       | Amatitlán       | Los Cuchumatanes          | 22 de abril | 20:00    |
| Concepción                   | 9−0       | Deportivo Mixco | Pedro García Arredondo    | 23 de abril | 10:00    |
| UNIFUT                       | 2−0       | Cobaneras       | Por definir               | 23 de abril | 11:00    |
| Marquense                    | 1−1       | Xelajú MC       | Marquesa de la Ensenada   | 23 de abril | 11:00    |
| Antigua GFCF                 | 3−1       | Suchitepéquez   | Pensativo                 | 3 de mayo   | 15:00    |
| Goles: 23 (3.83 por partido) |           |                 |                           |             |          |

| Fecha 11                      | Fecha 11  | Fecha 11         | Fecha 11                | Fecha 11    | Fecha 11 |
| Local                         | Resultado | Visitante        | Estadio                 | Fecha       | Hora     |
| ----------------------------- | --------- | ---------------- | ----------------------- | ----------- | -------- |
| Xelajú MC                     | 2−3       | Cremas Femenino  | Mario Camposeco         | 30 de abril | 11:00    |
| Cobaneras                     | 1−0       | Marquense        | INJAV                   | 30 de abril | 11:00    |
| Suchitepéquez                 | 0−0       | UNIFUT           | Carlos Salazar Hijo     | 30 de abril | 11:00    |
| Amatitlán                     | 2−0       | Antigua GFCF     | Guillermo Slowing       | 30 de abril | 11:00    |
| Deportivo Mixco               | 0−17      | Xinabajul−Huehue | Santo Domingo de Guzmán | 30 de abril | 11:00    |
| Municipal                     | 5−1       | Concepción       | El Trébol               | 30 de abril | 11:00    |
| Goles: 31 (5.167 por partido) |           |                  |                         |             |          |

## Estadísticas individuales
| N.° | Jugadora         | Goles | Equipo           |
| --- | ---------------- | ----- | ---------------- |
|     | Madelyn Ventura  | 20    | Xinabajul−Huehue |
| 2   | Aisha Solórzano  | 14    | Unifut           |
| 3   | Vanessa Ávila    | 9     | Xelajú MC        |
| 4   | Fabiola González | 8     | Municipal        |
| 5   | Adriana de León  | 8     | Cobaneras        |

| N.° | Jugadora         | Goles | Equipo           |
| --- | ---------------- | ----- | ---------------- |
|     | Alianne Matamoro | 4     | Municipal        |
| 2   | Katerine López   | 5     | Unifut           |
| 3   | Valeria Román    | 7     | Xinabajul−Huehue |
| 4   | Sherry Arzú      | 12    | Xelajú MC        |
| 5   | Aída Cuc         | 14    | Cobaneras        |

## Fase final

### Cuadro de desarrollo
|  | Cuartos de final 6 y 7 de mayo (ida) 13 y 14 de mayo (vuelta) | Cuartos de final 6 y 7 de mayo (ida) 13 y 14 de mayo (vuelta) | Cuartos de final 6 y 7 de mayo (ida) 13 y 14 de mayo (vuelta) | Cuartos de final 6 y 7 de mayo (ida) 13 y 14 de mayo (vuelta) | Cuartos de final 6 y 7 de mayo (ida) 13 y 14 de mayo (vuelta) |   |   | Semifinales 21 de mayo (ida) 27/28 de mayo (vuelta) | Semifinales 21 de mayo (ida) 27/28 de mayo (vuelta) | Semifinales 21 de mayo (ida) 27/28 de mayo (vuelta) | Semifinales 21 de mayo (ida) 27/28 de mayo (vuelta) | Semifinales 21 de mayo (ida) 27/28 de mayo (vuelta) |  |   | Finales 22 de Junio (ida) 28 de Junio (vuelta) | Finales 22 de Junio (ida) 28 de Junio (vuelta) | Finales 22 de Junio (ida) 28 de Junio (vuelta) | Finales 22 de Junio (ida) 28 de Junio (vuelta) | Finales 22 de Junio (ida) 28 de Junio (vuelta) |  |
|  |                                                               |                                                               |                                                               |                                                               |                                                               |   |   |                                                     |                                                     |                                                     |                                                     |                                                     |  |   |                                                |                                                |                                                |                                                |                                                |  |
|  |                                                               |                                                               |                                                               |                                                               |                                                               |   |   |                                                     |                                                     |                                                     |                                                     |                                                     |  |   |                                                |                                                |                                                |                                                |                                                |  |
|  | 1                                                             | UNIFUT                                                        | 5                                                             | 1                                                             | 6                                                             |   |   |                                                     |                                                     |                                                     |                                                     |                                                     |  |   |                                                |                                                |                                                |                                                |                                                |  |
|  | 1                                                             | UNIFUT                                                        | 5                                                             | 1                                                             | 6                                                             |   |   |                                                     |                                                     |                                                     |                                                     |                                                     |  |   |                                                |                                                |                                                |                                                |                                                |  |
|  | 8                                                             | Suchitepéquez                                                 | 0                                                             | 0                                                             | 1                                                             |   |   |                                                     |                                                     |                                                     |                                                     |                                                     |  |   |                                                |                                                |                                                |                                                |                                                |  |
|  | 8                                                             | Suchitepéquez                                                 | 0                                                             | 0                                                             | 1                                                             |   | 1 | UNIFUT                                              | 0                                                   | 2                                                   | 2                                                   |                                                     |  |   |                                                |                                                |                                                |                                                |                                                |  |
|  |                                                               |                                                               |                                                               |                                                               |                                                               |   | 1 | UNIFUT                                              | 0                                                   | 2                                                   | 2                                                   |                                                     |  |   |                                                |                                                |                                                |                                                |                                                |  |
|  |                                                               |                                                               | 5                                                             | Xelajú MC                                                     | 0                                                             | 0 | 0 |                                                     |                                                     |                                                     |                                                     |                                                     |  |   |                                                |                                                |                                                |                                                |                                                |  |
|  | 4                                                             | Amatitlán                                                     | 5                                                             | Xelajú MC                                                     | 0                                                             | 0 | 0 | 0                                                   | 1                                                   | 1                                                   |                                                     |                                                     |  |   |                                                |                                                |                                                |                                                |                                                |  |
|  | 4                                                             | Amatitlán                                                     |                                                               |                                                               |                                                               |   |   |                                                     |                                                     | 1                                                   |                                                     |                                                     |  |   |                                                |                                                |                                                |                                                |                                                |  |
|  | 5                                                             | Xelajú MC                                                     | 1                                                             | 3                                                             | 4                                                             |   |   |                                                     |                                                     |                                                     |                                                     |                                                     |  |   |                                                |                                                |                                                |                                                |                                                |  |
|  | 5                                                             | Xelajú MC                                                     | 1                                                             | 3                                                             | 4                                                             |   |   |                                                     |                                                     |                                                     |                                                     |                                                     |  | 1 | UNIFUT                                         | 1                                              | 5                                              | 6                                              |                                                |  |
|  |                                                               |                                                               |                                                               |                                                               |                                                               |   |   |                                                     |                                                     |                                                     |                                                     |                                                     |  | 1 | UNIFUT                                         | 1                                              | 5                                              | 6                                              |                                                |  |
|  |                                                               |                                                               | 3                                                             | Xinabajul-Huehue                                              | 1                                                             | 0 | 1 |                                                     |                                                     |                                                     |                                                     |                                                     |  |   |                                                |                                                |                                                |                                                |                                                |  |
|  | 2                                                             | Municipal                                                     | 3                                                             | Xinabajul-Huehue                                              | 1                                                             | 0 | 1 | 4                                                   | 6                                                   | 10                                                  |                                                     |                                                     |  |   |                                                |                                                |                                                |                                                |                                                |  |
|  | 2                                                             | Municipal                                                     |                                                               |                                                               |                                                               |   |   |                                                     |                                                     | 10                                                  |                                                     |                                                     |  |   |                                                |                                                |                                                |                                                |                                                |  |
|  | 7                                                             | Cobaneras                                                     | 1                                                             | 0                                                             | 1                                                             |   |   |                                                     |                                                     |                                                     |                                                     |                                                     |  |   |                                                |                                                |                                                |                                                |                                                |  |
|  | 7                                                             | Cobaneras                                                     | 1                                                             | 0                                                             | 1                                                             |   | 2 | Municipal                                           | 1                                                   | 1                                                   | 2                                                   |                                                     |  |   |                                                |                                                |                                                |                                                |                                                |  |
|  |                                                               |                                                               |                                                               |                                                               |                                                               |   | 2 | Municipal                                           | 1                                                   | 1                                                   | 2                                                   |                                                     |  |   |                                                |                                                |                                                |                                                |                                                |  |
|  |                                                               |                                                               | 3                                                             | Xinabajul-Huehue                                              | 2                                                             | 2 | 4 |                                                     |                                                     |                                                     |                                                     |                                                     |  |   |                                                |                                                |                                                |                                                |                                                |  |
|  | 3                                                             | Xinabajul-Huehue                                              | 3                                                             | Xinabajul-Huehue                                              | 2                                                             | 2 | 4 | 0                                                   | 4                                                   | 4                                                   |                                                     |                                                     |  |   |                                                |                                                |                                                |                                                |                                                |  |
|  | 3                                                             | Xinabajul-Huehue                                              |                                                               |                                                               |                                                               |   |   |                                                     |                                                     | 4                                                   |                                                     |                                                     |  |   |                                                |                                                |                                                |                                                |                                                |  |
|  | 6                                                             | Marquense                                                     | 0                                                             | 1                                                             | 1                                                             |   |   |                                                     |                                                     |                                                     |                                                     |                                                     |  |   |                                                |                                                |                                                |                                                |                                                |  |
|  | 6                                                             | Marquense                                                     | 0                                                             | 1                                                             | 1                                                             |   |   |                                                     |                                                     |                                                     |                                                     |                                                     |  |   |                                                |                                                |                                                |                                                |                                                |  |
|  |                                                               |                                                               |                                                               |                                                               |                                                               |   |   |                                                     |                                                     |                                                     |                                                     |                                                     |  |   |                                                |                                                |                                                |                                                |                                                |  |

### Cuartos de final
| Fechas         | Local en la ida | Global | Local en la vuelta | Ida | Vuelta |
| -------------- | --------------- | ------ | ------------------ | --- | ------ |
| 6 y 14 de mayo | Suchitepéquez   | 0−6    | Unifut             | 0−5 | 0−1    |
| 7 y 13 de mayo | Cobaneras       | 1−10   | Municipal          | 1−4 | 0−6    |
| 6 y 14 de mayo | Marquense       | 1−4    | Xinabajul−Huehue   | 0−0 | 1−4    |
| 6 y 13 de mayo | Xelajú MC       | 4−1    | Amatitlán          | 1−0 | 3−1    |

### Semifinales
| Fechas          | Local en la ida  | Global | Local en la vuelta | Ida | Vuelta |
| --------------- | ---------------- | ------ | ------------------ | --- | ------ |
| 21 y 28 de mayo | Xelajú MC        | 0-2    | Unifut             | 0−0 | 0-2    |
| 21 y 28 de mayo | Xinabajul−Huehue | 4-2    | Municipal          | 2−1 | 2-1    |

### Final
| Fechas           | Local en la ida  | Global | Local en la vuelta | Ida | Vuelta |
| ---------------- | ---------------- | ------ | ------------------ | --- | ------ |
| 21 y 27 de junio | Xinabajul−Huehue | 1−6    | Unifut             | 1−1 | 0−5    |